# Scrimă la Jocurile Olimpice de vară din 2004
Probele de scrimă la Jocurile Olimpice din 2004 s-au desfășurat în perioada 14 august–21 august la Complexul Hellinikon Olimpic din Atena.

## Clasament pe medalii
| Loc   | Țară                       | Aur | Argint | Bronz | Total |
| ----- | -------------------------- | --- | ------ | ----- | ----- |
| 1     | Italia                     | 3   | 3      | 1     | 7     |
| 2     | Franța                     | 3   | 1      | 2     | 6     |
| 3     | Ungaria                    | 1   | 2      | 0     | 3     |
| 4     | Rusia                      | 1   | 0      | 3     | 4     |
| 5     | Statele Unite ale Americii | 1   | 0      | 1     | 2     |
| 6     | Elveția                    | 1   | 0      | 0     | 1     |
| 7     | China                      | 0   | 3      | 0     | 3     |
| 8     | Germania                   | 0   | 1      | 1     | 2     |
| 9     | Polonia                    | 0   | 0      | 1     | 1     |
| 9     | Ucraina                    | 0   | 0      | 1     | 1     |
| Total | Total                      | 10  | 10     | 10    | 30    |

## Evenimente

### Masculin
| Probă              | Aur                                                           | Argint                                                       | Bronz                                                                         |
| Spadă individual   | Marcel Fischer (Elveția)                                      | Wang Lei (Republica Populară Chineză)                        | Pavel Kolobkov (Rusia)                                                        |
| Spadă pe echipe    | Franța Fabrice Jeannet Jérôme Jeannet Hugues Obry Érik Boisse | Ungaria Gábor Boczkó Krisztián Kulcsár Iván Kovács Géza Imre | Germania Sven Schmid Jörg Fiedler Daniel Strigel                              |
| Floretă individual | Brice Guyart (Franța)                                         | Salvatore Sanzo (Italia)                                     | Andrea Cassarà (Italia)                                                       |
| Floretă pe echipe  | Italia Andrea Cassarà Salvatore Sanzo Simone Vanni            | China Dong Zhaozhi Wang Haibin Wu Hanxiong Ye Chong          | Rusia Renal Ganeev Iuri Molcian Ruslan Nasibulin Viaceslav Pozdniakov         |
| Sabie individual   | Aldo Montano (Italia)                                         | Zsolt Nemcsik (Ungaria)                                      | Vladîslav Tretiak (Ucraina)                                                   |
| Sabie pe echipe    | Franța Julien Pillet Damien Touya Gaël Touya                  | Italia Aldo Montano Gianpiero Pastore Luigi Tarantino        | Rusia Serghei Șarikov Aleksei Diacenko Stanislav Pozdniakov Aleksei Iakimenko |

### Feminin
| Probă              | Aur                                                                   | Argint                                                 | Bronz                                                                            |
| Spadă individual   | Tímea Nagy (Ungaria)                                                  | Laura Flessel-Colovic (Franța)                         | Maureen Nisima (Franța)                                                          |
| Spadă pe echipe    | Rusia Karina Aznavurian Oksana Ermakova Tatiana Logunova Anna Sivkova | Germania Claudia Bokel Imke Duplitzer Britta Heidemann | Franța Sarah Daninthe Laura Flessel-Colovic Hajnalka Kiraly Picot Maureen Nisima |
| Floretă individual | Valentina Vezzali (Italia)                                            | Giovanna Trillini (Italia)                             | Sylwia Gruchała (Polonia)                                                        |
| Sabie individual   | Mariel Zagunis (Statele Unite ale Americii)                           | Tan Xue (Republica Populară Chineză)                   | Sada Jacobson (Statele Unite ale Americii)                                       |

## Țări participante
223 de trăgători (129 de bărbăti și 94 de femei) din 42 de țări au participat la Atena 2004.
- Africa de Sud (3)
- Algeria (7)
- Argentina (1)
- Australia (3)
- Austria (2)
- Azerbaidjan (1)
- Belgia (1)
- Belarus (2)
- Brazilia (3)
- Canada (6)
- Chile (1)
- China (19)
- Columbia (1)
- Republica Congo (1)
- Coreea de Sud (12)
- Cuba (4)
- Egipt (9)
- Elveția (1)
- Franța (19)
- Germania (12)
- Grecia (9)
- Hong Kong (3)
- Israel (1)
- Italia (12)
- Japonia (5)
- Marea Britanie (2)
- Mexic (1)
- Maroc (1)
- Noua Zeelandă (1)
- Olanda (1)
- Polonia (3)
- Portugalia (1)
- România (6)
- Rusia (18)
- Senegal (2)
- Spania (1)
- Statele Unite ale Americii (15)
- Thailanda (2)
- Tunisia (2)
- Ucraina (10)
- Ungaria (15)
- Venezuela (4)

## Legături externe
- Statistice Arhivat în 10 decembrie 2008, la Wayback Machine. pe Sports Reference